# Holubece, Krîjopil
Holubece (în ucraineană Голубече) este localitatea de reședință a comunei Holubece din raionul Krîjopil, regiunea Vinnița, Ucraina.

## Demografie
Componența lingvistică a localității Holubece
     Ucraineană (98,68%)
     Rusă (1,19%)
     Alte limbi (0,14%)
Conform recensământului din 2001, majoritatea populației localității Holubece era vorbitoare de ucraineană (98,68%), existând în minoritate și vorbitori de rusă (1,19%).